# Югославски динар
Вижте пояснителната страница за други значения на динар.
Югославският динар (DIN, YUD) е валута на бившите Кралство Югославия, социалистическа Югославия и Съюзна република Югославия.
През 1986 в хода на дезинтеграцията на Югославия след смъртта на Тито всички югославски републики получават право да печатат валута за своите нужди, което усилва и без това високата инфлация, като тя достига 3000% годишно. През 1989 година министър-председателят Анте Маркович уговаря републиканските ръководители да се откажат от правото си на валутна емисия, което намалява инфлацията, започват да работят предприятията, нараства вътрешната и външната търговия и дори намалява външния дълг.
В периода април 1992 – януари 1994 Югославия преживява третата най-тежка в историята хиперинфлация, в чиито пик цените се удвояват на всеки 34 часа, а дневното ѝ ниво е 65%.
Сърбия го заменя със сръбския динар, а Черна гора с еврото.
Знакът на валутата е YUD, а 1 динар се е равнявал на 100 пара.

## Деноминация
След Втората световна война динарът е деноминиран 5 пъти:
| дата            | деноминация     | забележка                       |
| --------------- | --------------- | ------------------------------- |
| 1965.           | 100             | нов динар                       |
| 1990.           | 10 000          | „Марковичев динар“              |
| 1992.           | 10              |                                 |
| 1993.           | 1 000 000       | СРЈ                             |
| 1 януари 1994.  | 1 000 000.000   | SRJ                             |
| 24 януари 1994. | 10 – 13 милиона | 1 нов динар = 1 германска марка |

## Банкноти
Банкноти, емитирани от Националната банка на Югославия, от края на 1960 до началото на 1980 от:
| външен вид | външен вид | количество  | размер      | цвят      | описание                                     | година на първото публикуване |
| ---------- | ---------- | ----------- | ----------- | --------- | -------------------------------------------- | ----------------------------- |
|            |            | 5 динара    | 123 x 59 мм | зелен     | Жена със сърп                                | 1968.                         |
|            |            | 10 динара   | 131 x 62 мм | кафяв     | Ариф Хералич, работник в завода              | 1968.                         |
|            |            | 20 динара   | 139 x 65 мм | лилав     | Кораб в пристанище                           | 1974.                         |
|            |            | 50 динара   | 140 x 66 мм | син       | Освобождаване от Иван Мещрович               | 1968.                         |
|            |            | 100 динара  | 148 x 70 мм | червен    | Паметник на мира, Антун Аугустинчич пред ООН | 1965.                         |
|            |            | 500 динара  | 156 x 74 мм | сивозелен | Паметник на Никола Тесла                     | 1970.                         |
|            |            | 1000 динара | 164 x 78 мм | сивосин   | Жена с плодове                               | 1974.                         |

Банкнота от един милион динара от 1989 г.